# Trigonidium wai
Trigonidium wai är en insektsart som beskrevs av Otte, D. 1994. Trigonidium wai ingår i släktet Trigonidium och familjen syrsor. Inga underarter finns listade i Catalogue of Life.